# گوستومیه
گوستومیه (به لاتین: Gostomie) یک روستا در لهستان است که در گمینا کوشچیژنا واقع شده‌است. گوستومیه ۱۹۱ نفر جمعیت دارد.